# Domenico Fregoso
Domenico Fregoso (Genova, 1325 – Genova, 1390) fu il 6º doge della Repubblica di Genova.
Succedette al doge Gabriele Adorno, deposto il 13 agosto del 1370 dopo un'assemblea tenuta dai due vicari del popolo e che proprio uno di essi elesse, nello stesso giorno, Domenico Fregoso il sesto doge della Repubblica di Genova.

## Biografia

Stemma nobiliare dei Fregoso

Si ipotizza che sia nato a Genova nel 1325 dal padre Rolando e dalla madre Manfredina Fregoso e fu l'ultimo figlio di sette fratelli. Come il suo predecessore Gabriele Adorno fu anch'egli commerciante ed esperto finanziario-economico, tanto che nel 1355 fu nominato membro del Primario Consiglio della Repubblica ricoprendo inoltre la carica di consigliere anziano. Ancor prima di diventare la massima carica dello stato intraprese rivolte contro il potere nobiliare cittadino, specie con la famiglia Fieschi, conti di Lavagna e signori feudali del levante ligure. Fu nominato anche castellano di Gavi, di Voltaggio e di Portovenere.

### La nomina dogale
Divenuto vicario del popolo tentò di conquistare la nomina dogale con un colpo di Stato aiutandosi con l'appoggio spontaneo della popolazione genovese. Gli abitanti furono convocati nella basilica di Santa Maria delle Vigne e i due vicari - tra cui uno era per l'appunto Domenico Fregoso - aizzarono la folla contro le recenti imposte tassali del doge Gabriele Adorno e, dopo una lunga assemblea popolare, quest'ultimo fu deposto e il Fregoso si autonominò nuovo capo di Stato della Repubblica. Fu il primo doge della famiglia Fregoso.

### Il mandato
Nel suo dogato intraprese una forte azione dominante nelle colonie genovesi dell'isola di Cipro, contrastando il dominio con la Serenissima Repubblica di Venezia, conquistando l'isola cipriota nel 1372 grazie alla flotta genovese capitanata da suo fratello Pietro Fregoso. Nella lotta con i Veneziani riuscì a conquistare il porto principale di Famagosta che rimase sotto dominazione genovese per oltre un secolo. Si scontrò inoltre con la Serenissima Repubblica per i traffici commerciali nel mar Mediterraneo.
A Genova intraprese una difficile pacificazione con i paesi e borghi dell'entroterra genovese e tentò di contrastare le sempre più frequenti incursioni dei pirati saraceni nel Genovese. Nel 1377 ricevette la visita del pontefice Gregorio XI in viaggio da Avignone verso Roma per istanza di santa Caterina da Siena; la popolazione genovese accolse il papa con solenni festeggiamenti.
Nel 1378, durante il combattimento contro la Compagnia di ventura detta la Stella, il popolo nuovamente riunitosi e sollecitato da Antoniotto Adorno decretò la deposizione immediata del doge nonché il bando dalla città genovese; tale sentenza verrà ancora promulgata nel futuro dal doge Nicolò Guarco. Il 17 giugno dello stesso anno Antoniotto Adorno fu nominato settimo doge della Repubblica di Genova.

### Gli ultimi anni
Esiliato con i suoi familiari da Genova combatté contro il potere della Repubblica di Venezia nella guerra di Chioggia e nel 1379 cercò invano di deporre l'imperatore bizantino Giovanni V Paleologo per poi sostituirlo con il figlio Giacomo Fregoso.
Quest'ultimo divenne nel 1390 il dodicesimo doge genovese e, grazie alla nomina del figlio, poté ritornare nel capoluogo ligure dopo il lungo esilio durato dodici anni. Domenico Fregoso morì nello stesso anno e il corpo fu sepolto all'interno della chiesa di Santa Marta nel sepolcreto di famiglia.